# Elisabeth Hjortberg
Elisabeth Sophia Hjortberg, född Wretmark 19 september 1855 i Klara församling, Stockholm, död 9 maj 1937 på Höstsol, var en svensk operettsångerska och plastiklärare.

## Biografi
Elisabeth Hjortberg var utomäktenskaplig dotter till Carolina Wretmark med okänd far. Hon var elev vid Musikkonservatoriet i Stockholm 1872–1875 och Kungliga teaterns elevskola 1873 och debuterade på Dramatiska teatern som Julia i Shakespeares Förvillelser. 
Hon tillhörde 1874–1878 Nya teatern och 1878–1886 Mindre teatern i Stockholm. Under 1880.talet uppträdde Hjortberg på Stora och mindre teatrarna i Göteborg. Under säsongen 1890–1891 var hon anställd vid Vasateatern i Stockholm och gästspelade därefter i Göteborg, i svenska landsorten och Kristiania, tills hon 1898 engagerades vid Svenska teatern i Stockholm, där hon arbetade till 1908. Särskilt under 1880-talet var Hjortberg en firad operettprimadonna. Under 1910- och 1920-talen undervisade hon i plastik. 
Elisabeth Hjortsberg var från 1876 gift med skådespelaren, sångaren och sångpedagogen Carl Hjortberg. Paret hade inga biologiska barn, men tog sig en fosterson, Nils Mauritz Bertrand, född 1885 i Danmark. Hon är gravsatt på Täby kyrkogård.

## Teater

### Roller (ej komplett)
| År   | Roll                         | Produktion                                                                                      | Regi | Teater         |
| ---- | ---------------------------- | ----------------------------------------------------------------------------------------------- | ---- | -------------- |
| 1875 | Fanchette                    | Jean och Fanchette Eugène Déjazet                                                               |      | Nya teatern    |
| 1876 | Lotta                        | De löjliga mötena Nicolo Isouard och François-Benoît Hoffmann                                   |      | Nya teatern    |
| 1876 | Mademoiselle Henriette Lange | Madame Angots dotter Charles Lecocq, Louis-François Clairville, Victor Koning och Paul Siraudin |      | Nya teatern    |
| 1878 | Hertig de Parthenay          | Lille hertigen Charles Lecocq, Henri Meilhac och Ludovic Halévy                                 |      | Mindre teatern |
| 1879 | Fanchette Michel             | Sjökadetten Richard Genée och Camillo Walzel                                                    |      | Mindre teatern |
| 1879 | Eurydice                     | Orfeus i underjorden Jacques Offenbach, Hector Crémieux och Ludovic Halévy                      |      | Mindre teatern |
| 1881 | Louise de Pontcourlay        | Musketörerne i Klostret Louis Varney, Jules Prével och Paul Ferrier                             |      | Mindre teatern |
| 1881 | Gabrielle, en handskmakare   | Pariserliv Jacques Offenbach, Henri Meilhac och Ludovic Halévy                                  |      | Mindre teatern |
| 1881 | Fiorella                     | Frihetsbröderna Jacques Offenbach, Henri Meilhac och Ludovic Halévy                             |      | Mindre teatern |
| 1882 | Mathilda                     | Öregrund-Östhammar Selfrid Kinmanson                                                            |      | Mindre teatern |
| 1882 | Zanetta                      | Carbonanerna Carl Zeller och Moritz West                                                        |      | Mindre teatern |